# Петрюс Борель
Жозеф-П'єр Борель д'Отрів (фр. Joseph-Pierre Borel d’Hauterive; нар 28 червня 1809, Ліон – 14 липня 1859, Мостаганем, Алжир), відомий як Петрюс Борель, псевдонім Лікантроп (= вовкулака) — французький письменник, перекладач.
Належить до романтичної течії. У своїх творах він використовує гротескні та навмисно шокуючі елементи, що особливо цінували такі романтики, як Готьє та Бодлер. Був заново відкритий сюрреалістами. Важливим внеском Петрюса Бореля став його переклад роману «Робінзон Крузо» Даніеля Дефо.

## Біографія
Борель народився як дванадцятий з 14 дітей подружжя, яке з 1820 року займалося торгівлею товарами зі спарту в Парижі. Він навчався в католицькій школі, виступив на боці революціонерів під час Липневої революції 1830 року та дружив з такими діячами літератури, як Готьє, Жерар де Нерваль, Огюст Маке та Жозеф Бушарді. На прохання Віктора Гюго він відвідав прем'єру його п'єси «Ернані» і захистив її в скандалі, пов'язаному з нею. Він опублікував деякі свої твори, але жив у жахливій бідності, тому прийняв пропозицію Готьє, який запропонував йому посаду в колоніальній адміністрації в Алжирі. У січні 1846 року Борель висадився в Алжирі, де наступного року одружився з 19-річною Габріель Клей і згодом зайняв свою посаду в Мостаганемі. Після різних переїздів в Алжирі та суперечок з начальством Борель повернувся до свого маєтку і займався сільськогосподарськими роботами як простий колоніст. Він помер у 1859 році, імовірно, внаслідок гіпертермії.

## Вибрані твори
- Les rhapsodies (1831)
- Champavert, contes immoraux (1833)
- Madame Putiphar (1839)